# Игор Бонџулић
Игор Бонџулић (Пожега, 5. октобар 1980) бивши је српски фудбалски голман, а садашњи фудбалски тренер. 

## Играчка каријера
Каријеру је почео у Слоги из Пожеге, а афирмацију је стекао у екипи Јавора где је у два наврата одиграо близу 200 утакмица. Једну годину је провео у Локомотиви из Софије, а по повратку у Јавор доживео је тежу повреду због које је пропустио највећи део сезоне 2009/10. У Србији је играо још за Јагодину. Провео је три сезоне у Јагодини, и учествовао је у највећем успеху у историји клуба – освајању Купа Србије 2013. године. Последњи ангажман је имао у Јужној Африци где је био у екипи Морока сволоус.

## Тренерска каријера
Тренерску каријеру је почео као помоћни тренер у Јагодини, а током 2016. је као вршилац дужности водио клуб на две утакмице. Касније је радио као помоћник Симу Крунићу у Раднику из Сурдулице и Чукаричком. У јуну 2019. је постављен за тренера Јавора, што му је први самостални посао у каријери. Две године је био тренер Јавора, а у другој сезони је са клубом испао из Суперлиге Србије. У јуну 2021. је постављен за тренера Радника из Сурдулице, али је са те функције смењен 13. септембра 2021. У марту 2022. је по други пут у тренерској каријери постављен за шефа стручног штаба Јавора. Почетком октобра 2022. је смењен функције тренера Јавора.

## Статистика

#### Клупска
Ажурирано 3. октобра 2020.
|                   |          |     |   |   |   |   |   |     |   |  |  |  |  |  |
| Јавор Ивањица     | 2001/02. | 16  | 0 | — | — | — | — | 16  | 0 |  |  |  |  |  |
| Јавор Ивањица     | 2002/03. | 21  | 0 | — | — | — | — | 21  | 0 |  |  |  |  |  |
| Јавор Ивањица     | 2003/04. | 14  | 0 | — | — | — | — | 14  | 0 |  |  |  |  |  |
| Јавор Ивањица     | 2004/05. | 34  | 0 | — | — | — | — | 34  | 0 |  |  |  |  |  |
| Јавор Ивањица     | 2005/06. | 26  | 0 | — | — | — | — | 26  | 0 |  |  |  |  |  |
| Јавор Ивањица     | 2006/07. | 33  | 0 | — | — | — | — | 33  | 0 |  |  |  |  |  |
| Јавор Ивањица     | 2007/08. | 34  | 0 | — | — | — | — | 34  | 0 |  |  |  |  |  |
|                   |          |     |   |   |   |   |   |     |   |  |  |  |  |  |
| Локомотива Софија | 2008/09. | 15  | 0 | — | — | 2 | 0 | 17  | 0 |  |  |  |  |  |
|                   |          |     |   |   |   |   |   |     |   |  |  |  |  |  |
| Јавор Ивањица     | 2009/10. | 3   | 0 | — | — | — | — | 3   | 0 |  |  |  |  |  |
| Јавор Ивањица     | Укупно   | 181 | 0 | — | — | — | — | 181 | 0 |  |  |  |  |  |
|                   |          |     |   |   |   |   |   |     |   |  |  |  |  |  |
| Јагодина          | 2010/11. | 16  | 0 | 2 | 0 | — | — | 18  | 0 |  |  |  |  |  |
| Јагодина          | 2011/12. | 3   | 0 | 1 | 0 | — | — | 4   | 0 |  |  |  |  |  |
| Јагодина          | 2012/13. | 28  | 0 | 6 | 0 | 2 | 0 | 36  | 0 |  |  |  |  |  |
| Јагодина          | Укупно   | 47  | 0 | 9 | 0 | 2 | 0 | 58  | 0 |  |  |  |  |  |
|                   |          |     |   |   |   |   |   |     |   |  |  |  |  |  |
| Морока сволоус    | 2013/14. | 0   | 0 | 0 | 0 | — | — | 0   | 0 |  |  |  |  |  |
|                   |          |     |   |   |   |   |   |     |   |  |  |  |  |  |
| Каријера          | Каријера | 243 | 0 | 9 | 0 | 4 | 0 | 256 | 0 |  |  |  |  |  |
|                   |          |     |   |   |   |   |   |     |   |  |  |  |  |  |

## Трофеји и награде

### Клупски
Јавор Ивањица
- Друга лига СР Југославије — Група Запад : 2001/02.[26]

- Прва лига Србије : 2007/08.[27]

Јагодина
- Куп Србије : 2012/13.[28]